# 푸실라트
푸실라트는 메카에서 계시됐다고 전해지며 총 54구절로 돼 있다.
꾸란의 유래를 이야기하는 것으로 본 장이 시작된다.
본 장은 신이 생명과 천지창조를 통해 인간이 본인에 대해 숙고하게 한다고 하며,
그 이후엔 이슬람 선지자들의 얘기를 거역한 아드의 백성과 사무드 백성의 최후에 관해 써 있다.
본 장의 34번째 구절에선 "선과 악은 같을 수 없노라 그러므로 더 좋은 것으로 악을 퇴치하라"라고 써 있다.
| 이 전 가피르 | 수라 41 (아랍어 원문) | 다 음 아쉬슈라 |
| 1 2 3 4 5 6 7 8 9 10 11 12 13 14 15 16 17 18 19 20 21 22 23 24 25 26 27 28 29 30 31 32 33 34 35 36 37 38 39 40 41 42 43 44 45 46 47 48 49 50 51 52 53 54 55 56 57 58 59 60 61 62 63 64 65 66 67 68 69 70 71 72 73 74 75 76 77 78 79 80 81 82 83 84 85 86 87 88 89 90 91 92 93 94 95 96 97 98 99 100 101 102 103 104 105 106 107 108 109 110 111 112 113 114 |                       |                |